# Jon Karrikaburu
Jon Karrikaburu, né le 19 septembre 2002 à Elizondo, est un footballeur espagnol qui évolue au poste d'avant-centre au Racing de Santander, prêté par la Real Sociedad.

## Biographie
Né à Elizondo, en Navarre, Karrikaburu commence à jouer avec les jeunes de la Real Sociedad dès 2013, à l'âge de 10 ans, après avoir évolué au CD Baztán, le club de sa ville natale, dans un parcours identique à celui de Jon Pacheco, joueur de la Real à qui il reste lié pendant toute sa jeune carrière,,.

### Carrière en club
Karrikaburu fait ses débuts avec l'équipe C des Txuri-Urdin à l'âge de 17 ans, le 14 septembre 2019, titularisé pour une défaite 1-2 en Tercera División contre le Pasaia KE, où il marque le seul but des siens.
Karrikaburu marque dix buts pour les cette troisième équipe lors de sa première saison en Tercera División, avant d'inscrire un taux impressionnant de 22 buts en seulement 20 matches, qui lui valent le titre de meilleur buteur du championnat.
Lors de ses débuts en équipe réserve le 28 mars 2021, il marque un but remarqué sur son premier ballon, confirmant la victoire 4-1 des siens sur le Deportivo Alavés B en Segunda División B.
Le 3 mai 2021, la jeune pépite du club renouvèle son contrat jusqu'en 2026. Il est alors un des éléments les plus en vue de l'équipe B, marquant quatre buts en neuf apparitions et contribuant grandement à la promotion de son équipe en deuxième division, un championnat qu'elle n'avait plus connu depuis 59 ans. Il est notamment décisif lors de la finale du barrage d'accession contre l'Algeciras CF, entrant en jeu et marquant le but de la victoire qui scelle la promotion des joueurs de Xabi Alonso,.
Alors qu'il était convoité par plusieurs géants espagnols, il reste finalement à Saint-Sébastien, alors que sa clause libératoire vient d'être augmentée à 60 millions d'euros. Il joue ainsi son premier match professionnels avec la réserve en Liga 2 le 14 août 2021, étant titularisé lors d'une victoire 1-0 à domicile contre Leganés, dont il marque le seul but.
En ce début de saison où il brille déjà, il est également convoqué en équipe première par Imanol Alguacil, notamment lors du match de Liga du 28 aout contre Levante,,, alors que son camarade Pacheco a déjà fait le saut au plus haut niveau.

### Carrière en sélection
Karrikaburu est convoqué une première fois en équipe espoirs espagnole fin août 2021, en compagnie notamment de son camarade de toujours Jon Pacheco,,,.
Il fait ses débuts avec les espoirs le 3 septembre 2021, entrant en jeu lors du match contre la Russie qui compte pour les éliminatoires du Championnat d'Europe, où il est à la passe décisive sur le but de Yeremi Pino, qui scelle la victoire 4-1 des espagnols.

## Palmarès
| Real Sociedad B - Segunda B - Champion du Groupe 2 en 2020-21 |